# فريدريك توارت
فريدريك توارت (بالإنجليزية: Frederick Twort)‏ زميل الجمعية الملكية، (1877–1950) كان عالم بكتيريا إنجليزي ومكتشف العواثي (فيروس يصيب البكتيريا) عام 1915.

## روابط خارجية
- فريدريك توارت على موقع الموسوعة البريطانية (الإنجليزية)